# Брашман Микола Дмитрович
Брашман Микола Дмитрович (* 14 червня 1796 — † 13 (25 травня) 1866) — чеський математик і механік, що жив у Росії. Член-кореспондент Петербурзької АН (з 1855), професор Московського університету (з 1834). 
Праці з галузі гідромеханіки і принципу найменшої дії. Сприяв виробленню наукових основ викладання механіки. Був організатором Московського математичного товариства і його друкованого органу «Математичний збірник», який видається й досі.